# Lago e Padule di Massacciuccoli
Lago e Padule di Massacciuccoli este o arie protejată (arie specială de conservare — SAC, sit de importanță comunitară — SCI, arie de protecție specială avifaunistică — SPA) din Italia întinsă pe o suprafață de 1.906 ha, integral pe uscat.

## Localizare
Centrul sitului Lago e Padule di Massacciuccoli este situat la coordonatele 43°50′30″N 10°19′17″E / 43.841667°N 10.321389°E.

## Înființare
Situl Lago e Padule di Massacciuccoli a fost declarat sit de importanță comunitară în iunie 1995 pentru a proteja 63 de specii de animale. Alte tipuri de protecție:
- arie de protecție specială avifaunistică (în decembrie 1998)[2]
- arie specială de conservare (în mai 2016)[1][3][4]

## Biodiversitate
Situată în ecoregiunea mediteraneană, aria protejată conține 9 habitate naturale: Ape stătătoare oligotrofe până la mezotrofe, cu vegetație de Littorelletea uniflorae și/sau de Isoëto-Nanojuncetea, Păduri aluvionare cu Alnus glutinosa și Fraxinus excelsior (Alno-Padion, Alnion incanae, Salicion albae), Râuri cu maluri nămoloase cu vegetație de Chenopodion rubri p.p. și Bidention p.p., Râuri mediteraneene cu debit permanent cu specii de Paspalo-Agrostidion și galerii riverane de Salix și de Populus alba, Mlaștini calcaroase cu Cladium mariscus și specii de Caricion davallianae, Mlaștini turboase de tranziție și turbării mișcătoare, Lacuri eutrofice naturale cu vegetație de tip Magnopotamion sau Hydrocharition, Liziere de ierburi înalte hidrofile de câmpie și de nivel montan până la alpin, Pajiști umede mediteraneene cu ierburi înalte de Molinio-Holoschoenion.
La baza desemnării sitului se află mai multe specii protejate:
- păsări (57): privighetoare-de-baltă (Acrocephalus melanopogon), pitulice de apă (Acrocephalus paludicola), pescăruș albastru (Alcedo atthis), gâscă cenușie (Anser anser), egretă mare (Ardea alba), stârc roșu (Ardea purpurea), stârc galben (Ardeola ralloides), ciuf de câmp (Asio flammeus), rață-cu-cap-castaniu (Aythya ferina), rață roșie (Aythya nyroca), buhai de baltă (Botaurus stellaris), bătăuș (Calidris pugnax), chirichița cu obraz alb (Chlidonias hybrida), chirighiță neagră (Chlidonias niger), barză albă (Ciconia ciconia), barză neagră (Ciconia nigra), șerpar (Circaetus gallicus), erete de stuf (Circus aeruginosus), erete vânăt (Circus cyaneus), erete cenușiu (Circus pygargus), gușă vânătă (Cyanecula svecica), egretă mică (Egretta garzetta), Falco biarmicus, lișiță (Fulica atra), cufundar polar (Gavia arctica), cufundar mic (Gavia stellata), pescăriță râzătoare (Gelochelidon nilotica), ciovlica roșcată (Glareola pratincola), cocor (Grus grus), piciorong (Himantopus himantopus), pescăriță mare (Hydroprogne caspia), stârc pitic (Ixobrychus minutus), pescăruș-cu-cap-negru (Larus melanocephalus), sitar de mal nordic (Limosa lapponica), becațină mică (Lymnocryptes minimus), Mergellus albellus, gaia roșie (Milvus milvus), rață cu ciuf (Netta rufina), stârc de noapte (Nycticorax nycticorax), ciuf-pitic (Otus scops), vultur pescar (Pandion haliaetus), viespar (Pernis apivorus), Phoenicopterus ruber, lopătar (Platalea leucorodia), țigănuș (Plegadis falcinellus), ploier auriu (Pluvialis apricaria), corcodel-urechiat (Podiceps auritus), corcodel-cu-gât-negru (Podiceps nigricollis), cresteț pestriț (Porzana porzana), ciocântors (Recurvirostra avosetta), rață cârâitoare (Spatula querquedula), chiră de baltă (Sterna hirundo), chiră mică (Sternula albifrons), călifar alb (Tadorna tadorna), chiră de mare (Thalasseus sandvicensis), fluierar de mlaștină (Tringa glareola), Zapornia parva
- amfibieni (1): Triturus carnifex
- nevertebrate (3): Lindenia tetraphylla, fluturele purpuriu (Lycaena dispar), Vertigo moulinsiana
- pești (2): Aphanius fasciatus, Cobitis bilineata

Pe lângă speciile protejate, pe teritoriul sitului au mai fost identificate 23 de specii de plante, 1 specie de păsări, 1 specie de amfibieni, 7 specii de nevertebrate.